# LILRA3
LILRA3 (англ. Leukocyte immunoglobulin-like receptor subfamily A member 3; CD85e) — белок семейства иммуноглобулиноподобных рецепторов, входящих в суперсемейство иммуноглобулинов. Продукт гена человека LILRA3.

## Функции
Ген LILRA3 входит в семейство иммуноглобулиноподобных рецепторов лейкоцитов, кластер которого у человека расположен в хромосомном регионе 19q13.4. В отличие от других членов этого семейства, у LILRA3 отсутствует трансмембранный домен. Функция LILRA3 неизвестна, однако он в высокой степени гомологичен с другими LILR и может связываться с человеческим лейкоцитарным антигеном (HLA) класса I. Таким образом, при его секреции белок может нарушать взаимодействия других мембрано-связанных LILR, таких как LILRB1 (ингибиторного рецептора, находящегося на поверхности CD8 T-клетки памяти), и лигандов HLA, что потенциально способно модулировать иммунную реакцию и влиять на чувствительность к заболеванию.
Так же как близкородственный LILRA1, белок LILRA3 связывается как с нормальными, так и с развёрнутыми тяжёлыми цепями антигенов HLA класса I, причём предпочтительно связывается со свободными тяжёлыми цепями аллели HLA-C.

## Структура
LILRB3 состоит из 439 аминокислот, молекулярная масса 47,5 кДа. Альтернативный сплайсинг приводит к образованию по крайней мере 3 изоформ белка. У белка нет трансмембранного домена, поэтому в отличие от других мембранных белков подсемейства лейкоцитарных рецепторов LILR этот белок не связан с клеточной мембраной и секретируется в среду.

## Тканевая специфичность
LILRA3 обнаруживается на B-лимфоцитах и в меньшей степени на естественных киллерах. Также обнаружен на моноцитах периферической крови и лёгких.